# Osieki (powiat koszaliński)
Osieki (niem. Wusseken) – wieś w Polsce położona w województwie zachodniopomorskim, w powiecie koszalińskim, w gminie Sianów.
Według danych z 30 czerwca 2003 r. wieś miała 438 mieszkańców.
Po wojnie siedziba gromady Osieki Koszalińskie w gminie Sucha Koszalińska.

## Kościół
Najbardziej zauważalnym zabudowaniem w Osiekach jest wysoka wieża, która stanowi część ceglanego gotyckego kościółka z XIV wieku. Jest to kościół parafialny pw. św. Antoniego Padewskiego. Został on założony na planie prostokąta z wyodrębnionym prezbiterium, które jest zamknięte poligonalnie. Wysoka wieża umieszczona jest w stronie zachodniej. Wewnątrz możemy zobaczyć następujące dzieła sztuki i architektury sakralnej:
- ołtarz główny z XVII wieku
- rzeźbę św. Pawła z mieczem z XVII wieku
- rzeźbę św. Piotra z księgą i kluczem z XVII wieku
- rzeźbę "Trójca Święta"
- ambonę z XVIII wieku
- chrzcielnicę z XVII wieku
- Epitafium z XVIII wieku
- dzwon na wieży z 1600 roku

W XV wieku kościół słynął jako pielgrzymkowy. Ściągał licznych pielgrzymów do mającej tu znajdować się Krwawiącej Hostii.

## Dwór
Przy ulicy Parkowej znajduje się dwór Hildebrandów, który wraz z dziewiętnastowiecznym parkiem założonym w stylu angielskim został wpisany do rejestru zabytków. Został wybudowany w 1924 roku przez Karla Roberta Hildebranda, wnuka Johanna Friedricha Hildebrandta, który w 1. połowie XIX wieku zakupił Osieki wraz z Rzepkowem i Kleszczami. Architektem osieckiego dworu był Schucht ze Szczecina. Budynek ma konstrukcję ryglową, a swoją formą nawiązuje do wiejskiego budownictwa na Pomorzu.
Ród Hildebrandtów zarządzał ziemiami osieckimi do 1945 roku. Wtedy to, w marcu, Karl i jego żona postanowili opuścić dom w ucieczce przed frontem wojennym. Zostali jednak zatrzymani przez Armię Czerwoną. Zmarli po długiej wędrówce, pod Tychowem.
W latach 1963–1981 dwór w Osiekach był miejscem międzynarodowych plenerów – spotkań artystów awangardowych i teoretyków sztuki.

## Zabytki
- gotycki kościół parafialny z XIV wieku pw. św. Antoniego Padewskiego.
- dwór Hildenbrandtów z I poł. XX wieku

## Galeria

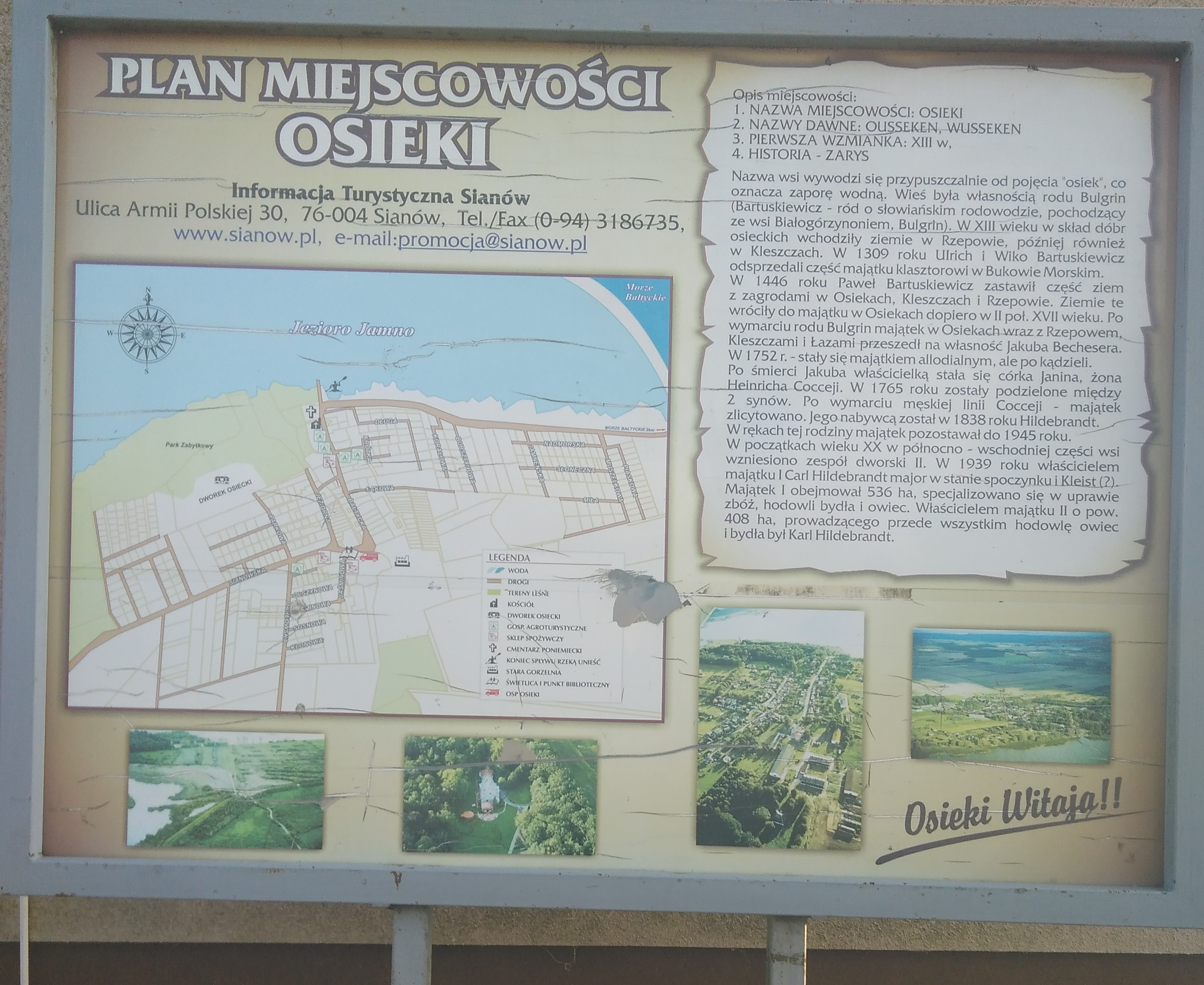
Tablica informacyjna
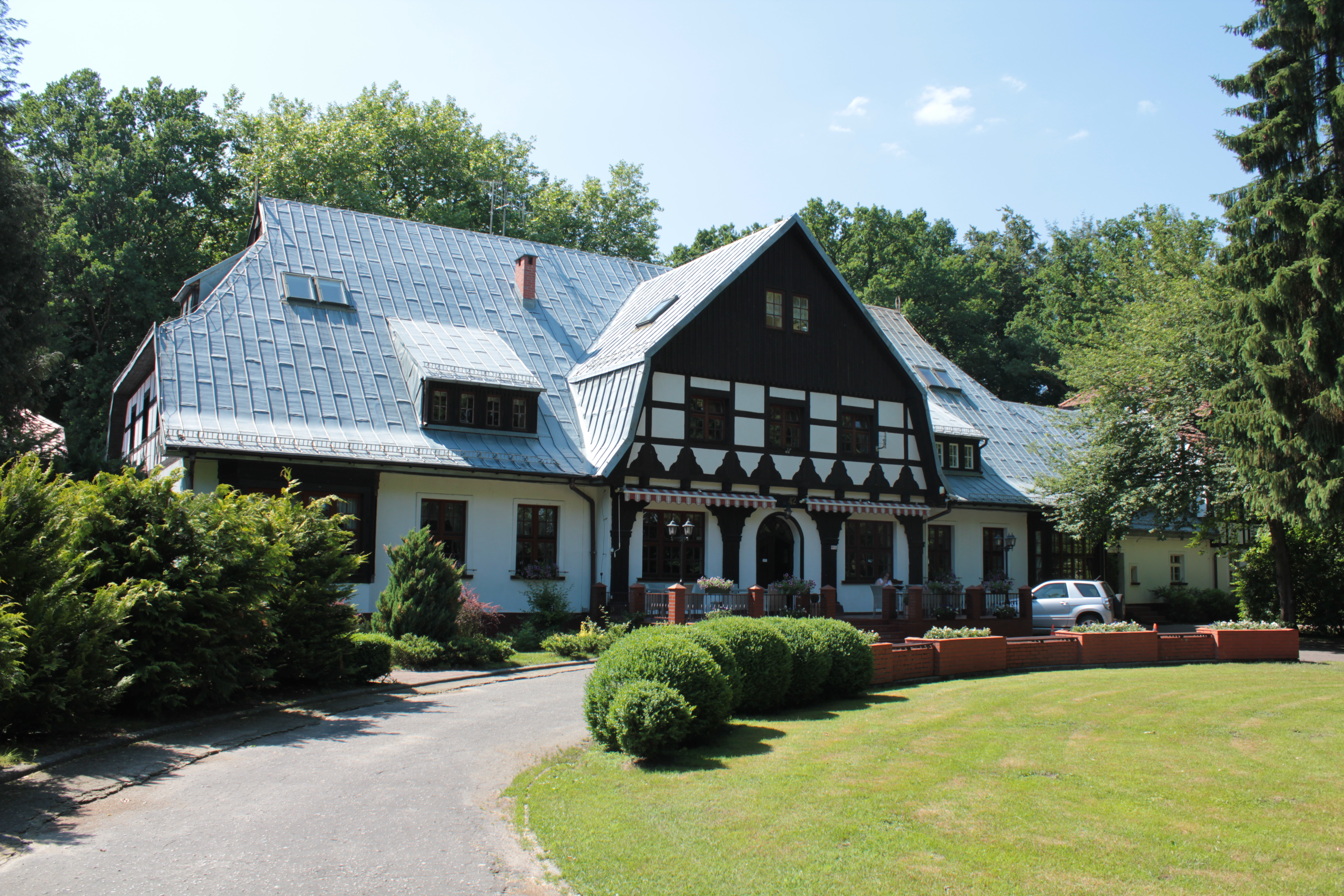
Dwór w Osiekach
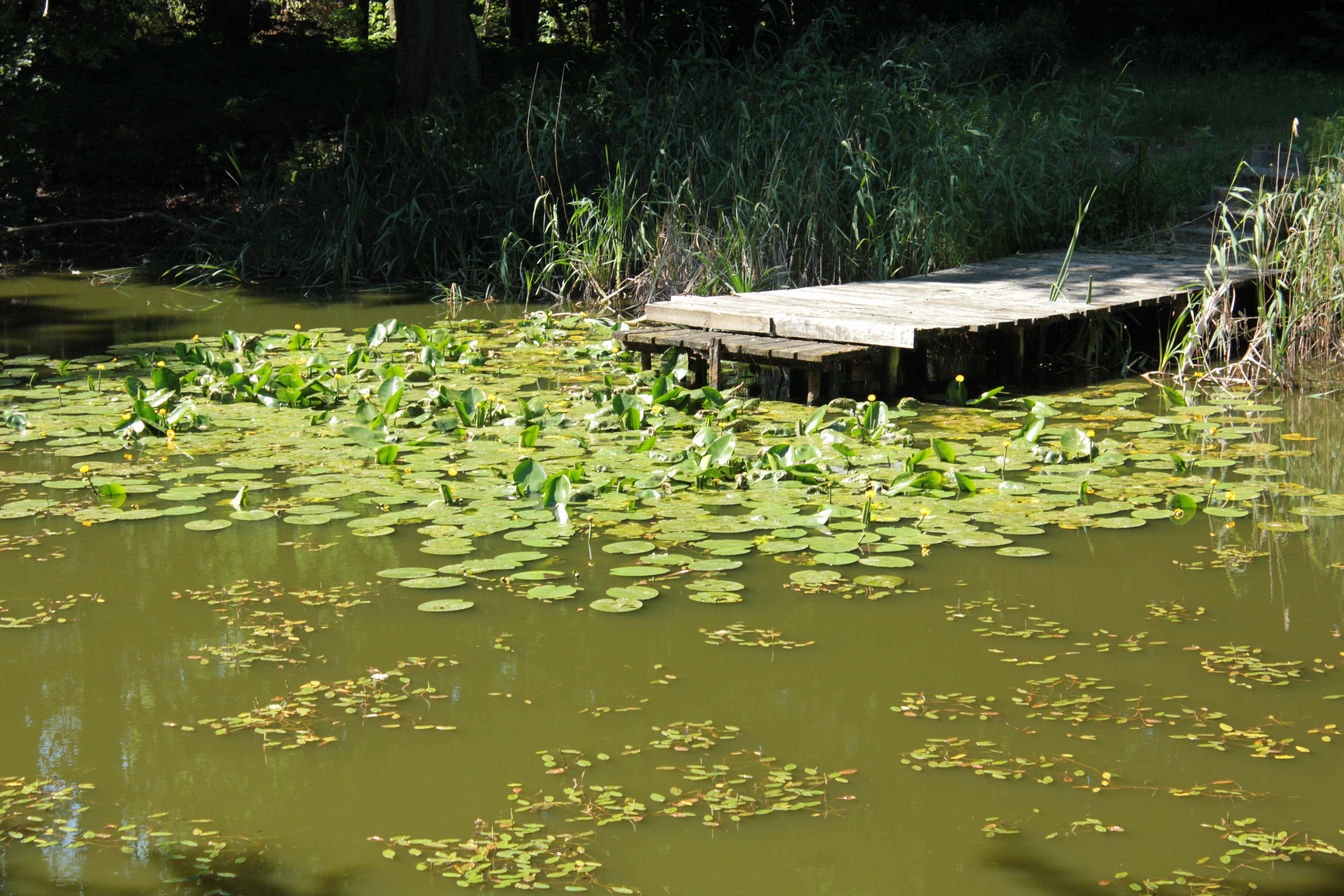
Staw w parku przy Dworze w Osiekach
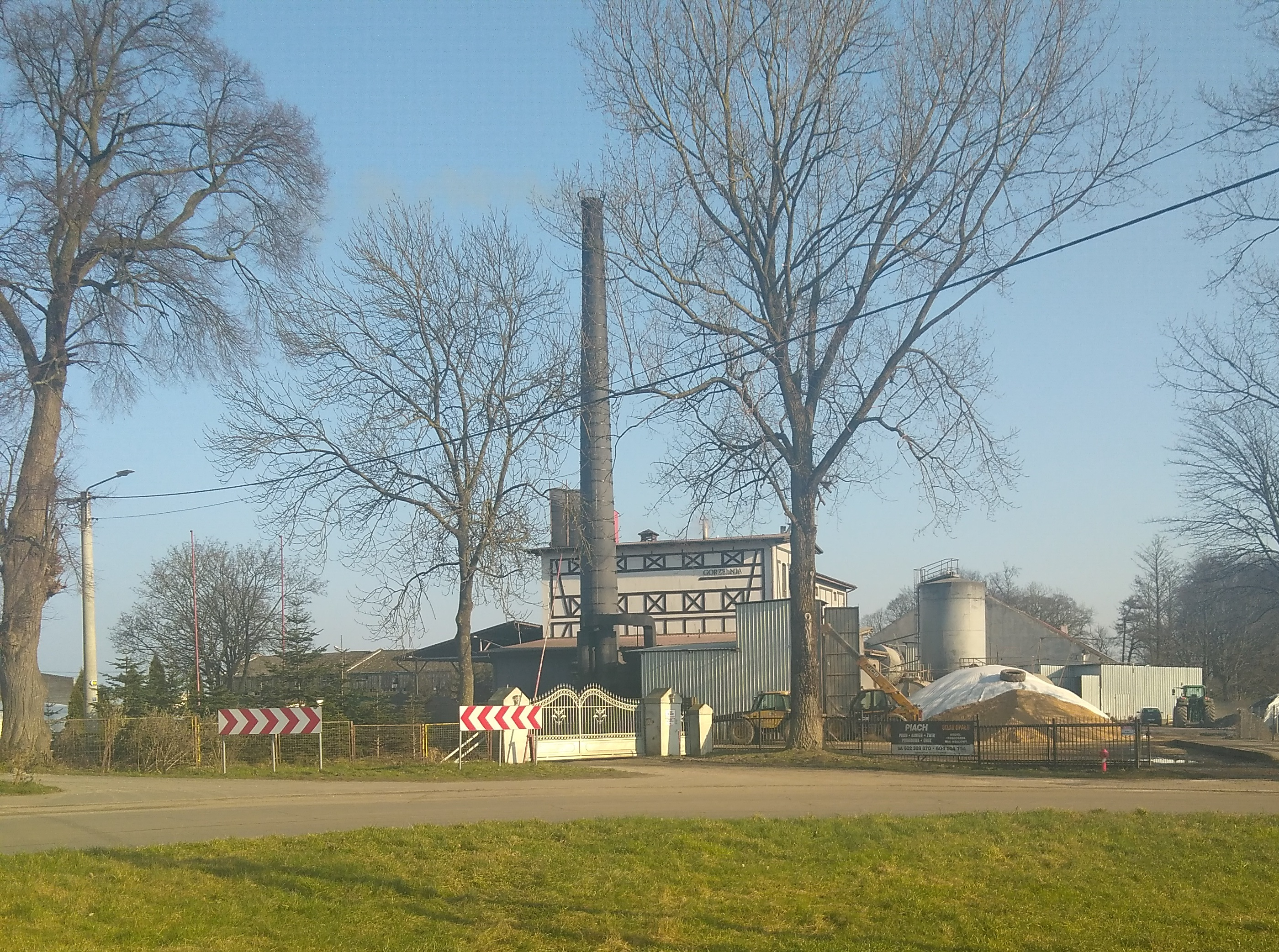
Dawna gorzelnia.
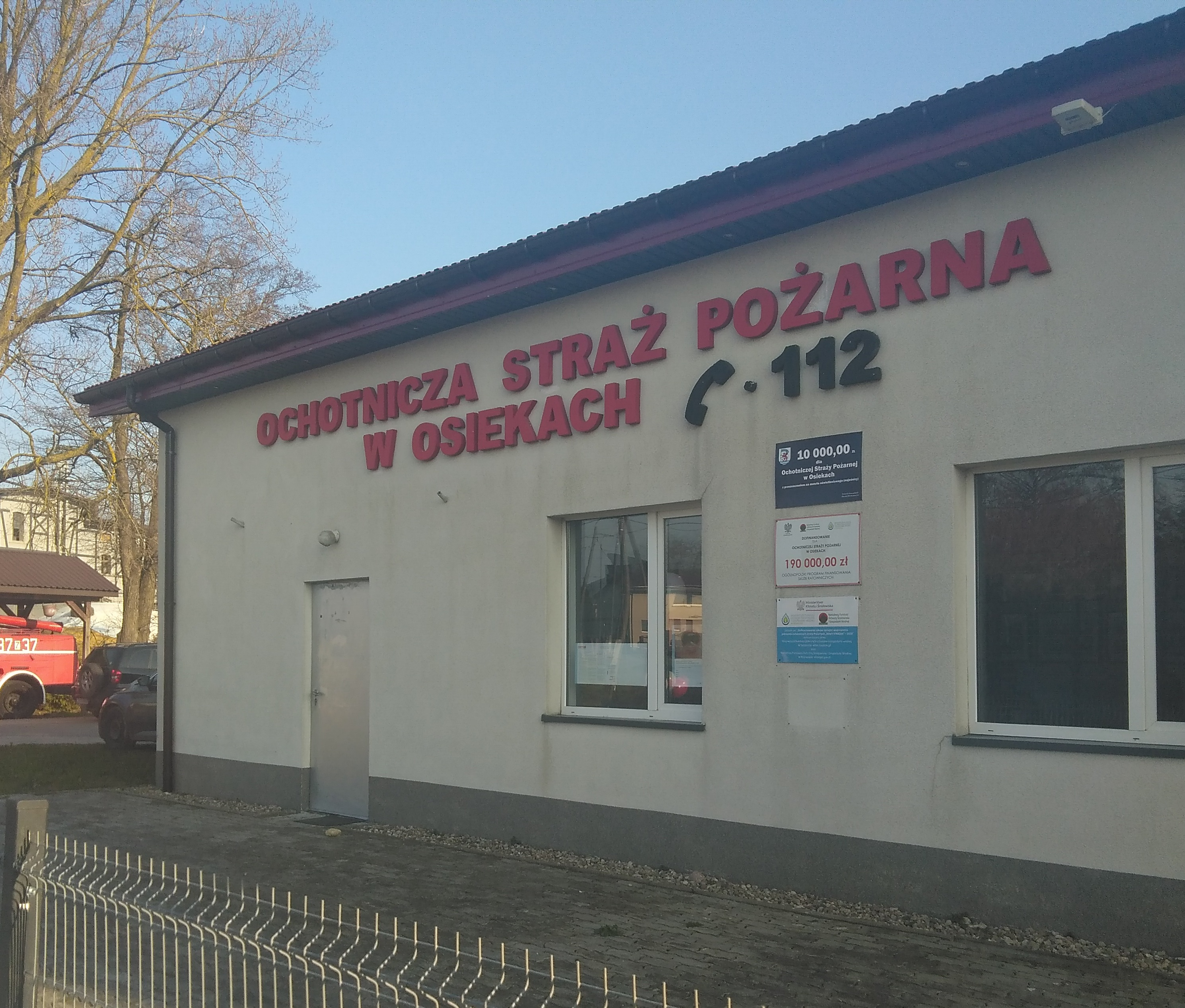
Remiza ochotniczej straży pożarnej (2025).
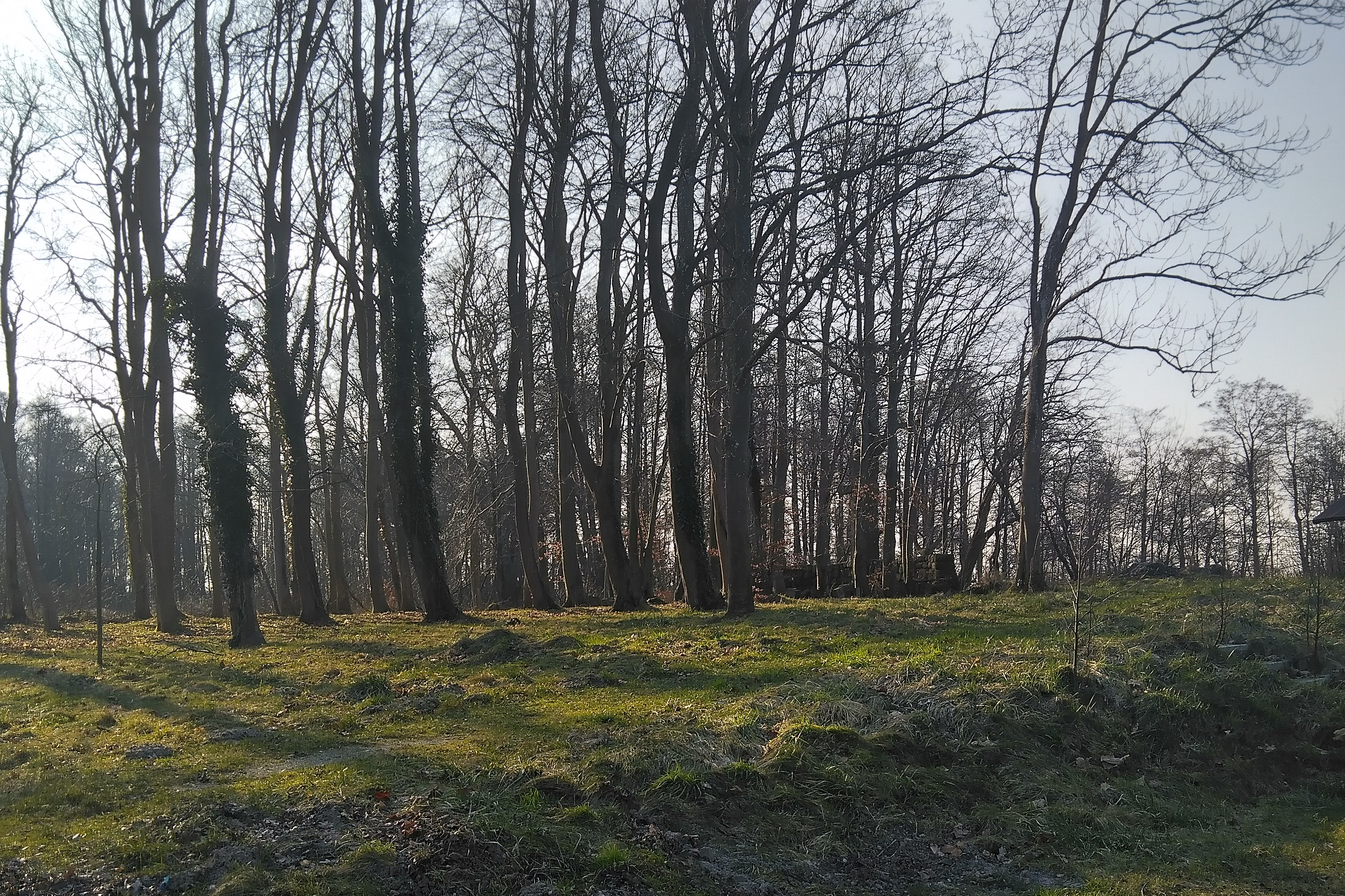
Dawny cmentarz ewangelicki.